# Camponotus misturus
Camponotus misturus é uma espécie de inseto do gênero Camponotus, pertencente à família Formicidae.